# Nina de la Parra
Nina de la Parra (Amsterdam, 28 januari 1987) is een Nederlands theatermaker.
Ze studeerde in verschillende Europese steden, drama in Stratford-upon-Avon en Engelse en Duitse taal en literatuur en regie in Edinburgh, Berlijn en Essen. In augustus 2016 won ze de Sylvia Kristel Award. Vanaf 2019 speelde ze haar eerste voorstelling Gods Wegen, in oktober 2021 won ze hiervoor de cabaretprijs Neerlands Hoop. In februari 2022 bracht ze haar boek Make women come uit. In datzelfde jaar toerde ze met saxofoniste Sanne Landvreugd met de voorstelling BloodBitches.
Ze is de dochter van filmregisseur Pim de la Parra en programmamaker Djoeke Veeninga.

## Publicaties
- 2022 - Make women come. Pluim, Amsterdam. ISBN 9789493256231.